# هدینگلی
هدینگلی (به انگلیسی: Headingley) یک حومه شهر در بریتانیا است که در لیدز واقع شده‌است.